# Leposoma rugiceps
Leposoma rugiceps är en ödleart som beskrevs av  Cope 1869. Leposoma rugiceps ingår i släktet Leposoma och familjen Gymnophthalmidae. IUCN kategoriserar arten globalt som livskraftig. Inga underarter finns listade i Catalogue of Life.